# Günter Seufert

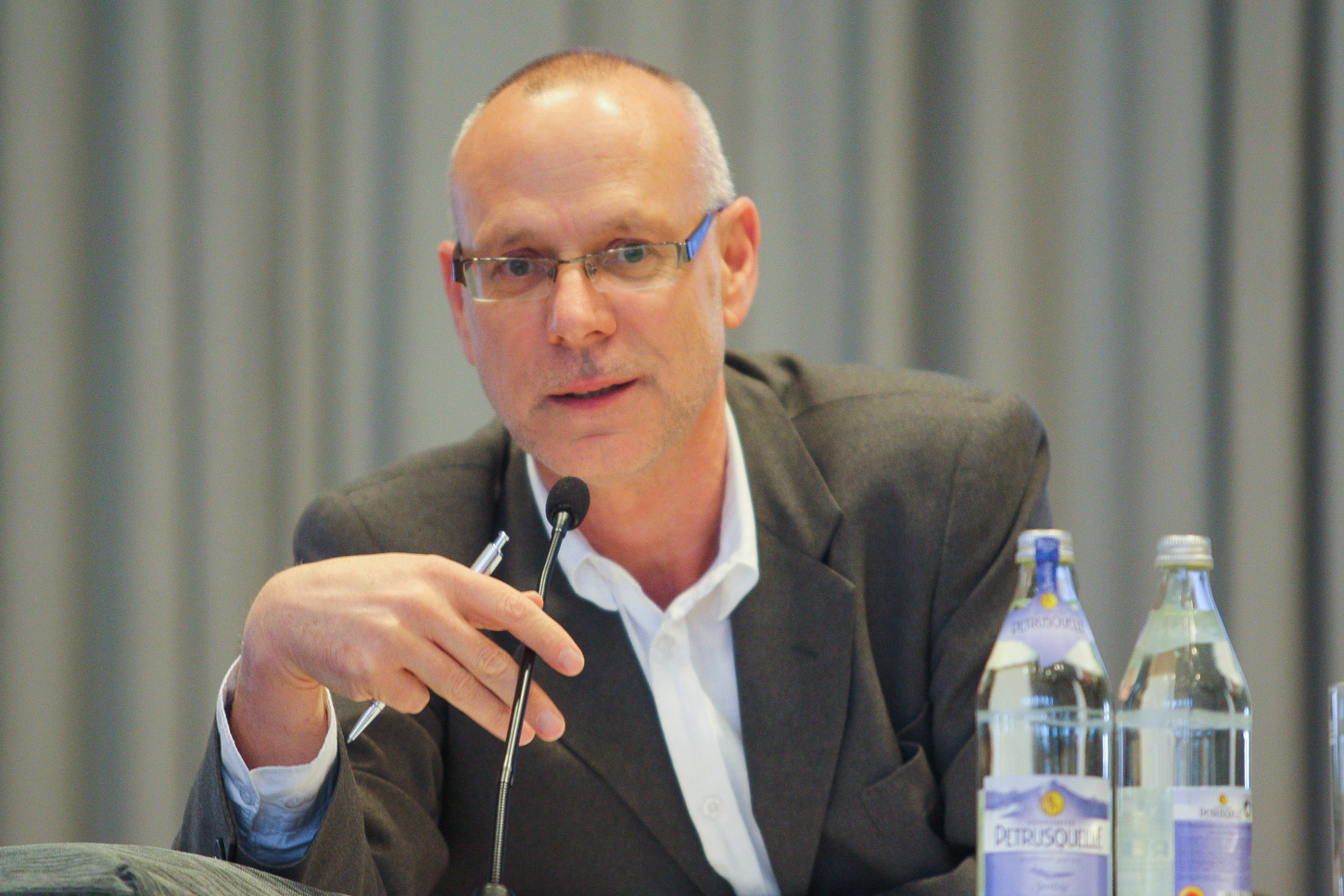
Günter Seufert (2013)

Günter Seufert (* 1955 in Schweinfurt) ist ein deutscher Journalist und Soziologe.

## Leben
Seufert studierte Sozialpädagogik an der Fachhochschule Würzburg und arbeitete vier Jahre im Beruf. Von 1983 bis 1988 studierte er Sozialwissenschaften und Germanistik an der Universität Bremen (M.A.). Er war von 1991 bis 1993 Stipendiat an der Ausweichstelle Istanbul des Orient-Instituts Beirut der Deutschen Morgenländischen Gesellschaft und wurde 1995 in Bremen mit der durch Antje-Katrin Menk (Fachbereich Sprach- und Literaturwissenschaften) betreuten Dissertation Politischer Islam in der Türkei. Islamismus als symbolische Repräsentation einer sich modernisierenden muslimischen Gesellschaft zum Dr. phil. promoviert.
Er war 1996 Post-Doc Researcher an der Universität Lausanne. Danach war er Referent und später akademischer Leiter des Orient-Instituts Istanbul (OIIST). Von 2001 bis 2004 und von 2007 bis 2010 arbeitete er als freier Autor und Journalist für u. a. die Berliner Zeitung und Die Zeit in Istanbul. Von 2004 bis 2007 war er Visiting Associate Professor an der Universität Zypern in Nikosia.
Seit 2010 ist er als Wissenschaftler mit dem Forschungsschwerpunkt Türkei und Zypern bei der Stiftung Wissenschaft und Politik (SWP) in Berlin tätig. Er gehört dort der Forschungsgruppe EU-Außenbeziehungen an.
Seufert ist Autor mehrerer Bücher zur Türkei, erschienen beim Verlag C. H. Beck, und von Aufsätzen in Fachzeitschriften wie Internationale Politik (IP).

## Schriften (Auswahl)
- Politischer Islam in der Türkei. Islamismus als symbolische Repräsentation einer sich modernisierenden muslimischen Gesellschaft (= Türkische Welten. Band 3). Steiner, Stuttgart 1997, ISBN 3-515-07036-2.
- Café Istanbul. Alltag, Religion und Politik in der modernen Türkei (= Beck'sche Reihe. 1213). Beck, München 1997, ISBN 3-406-42013-3. (2. Auflage, 1999)
- Hrsg. mit Jacques Waardenburg: Türkischer Islam und Europa (= Türkische Welten. Band 6). Steiner, Stuttgart 1999, ISBN 3-515-07645-X.
- Mit Christopher Kubaseck: Die Türkei. Politik, Geschichte, Kultur (= Beck'sche Reihe. 1603). Beck, München 2004, ISBN 3-406-51110-4. (2. Auflage, 2006)
- Hrsg. und übersetzt: Hrant Dink: Von der Saat der Worte. Schiler, Berlin 2008, ISBN 978-3-89930-222-6.